# Kościół Bożej Miłości we Wrocławiu
Kościół Bożej Miłości – ewangelicki kościół, który znajdował się we Wrocławiu, w dzielnicy Karłowice, przy ulicy Potockiego. Wyburzony w 1953 roku.